# Summer Phoenix
Pour les articles homonymes, voir Phoenix.
Summer Phoenix, née le 10 décembre 1978 à Winter Park, en Floride, est une actrice américaine.

## Biographie
Elle est la jeune sœur des acteurs River Phoenix (décédé en 1993), Rain Phoenix et Joaquin Phoenix. Elle s'est mariée en 2006 avec l'acteur Casey Affleck, frère de Ben Affleck. Ils ont deux enfants. Ils ont divorcé en mars 2016 après 10 ans de mariage.
Summer Phoenix est végane, comme son frère, Joaquin, et son ancien époux. Elle est très engagée dans la lutte pour la cause animale (PETA) et environnementale.

## Filmographie
- 1986 : Kate's Secret : Becky Stark
- 1987 : Russkies : Candi
- 1988 : Runaway Ralph
- 1997 : Arresting Gena : Jane Freeman
- 1998 : Girl : Rebecca Fernhurst
- 1998 : I Woke Up Early the Day I Died : serveuse / fille à la plage
- 1998 : SLC Punk! : Brandy
- 1998 : The Faculty
- 2000 : Committed (en) de Lisa Krueger : Meg
- 2000 : Esther Kahn : Esther Kahn
- 2000 : Dîner entre ennemis (Dinner Rush) : Marti Wellington
- 2001 : Danny Balint (The Believer) : Carla Moebius
- 2002 : Le Projet Laramie (The Laramie Project) : Jen Malmskog
- 2002 : Wasted : Samantha
- 2004 : Suzie Gold : Suzie Gold
- 2016 : Two For One : Samantha